# Dmochy-Rogale
Dmochy-Rogale – wieś w Polsce położona w województwie mazowieckim, w powiecie sokołowskim, w gminie Bielany. Ma status sołectwa.
Zaścianek szlachecki Rogale należący do okolicy zaściankowej Dmochy położony był w drugiej połowie XVII wieku w ziemi drohickiej województwa podlaskiego. W latach 1975–1998 miejscowość administracyjnie należała do województwa siedleckiego.
Z Dmochów-Rogali wywodziła się rodzina polskiego polityka Romana Dmowskiego, pomimo iż on sam się tam nie urodził. Był również pomysł aby Dmowskiego pochować na cmentarzu Dmowskich w Rozbitym Kamieniu.
Wierni kościoła rzymskokatolickiego należą do parafii Trójcy Przenajświętszej w Rozbitym Kamieniu.